# Gouvernement Adrian Hasler II
Hasler I Risch
Le gouvernement Hasler II est le gouvernement du Liechtenstein entre le 30 mars 2017 et le 25 mars 2021.

## Historique du mandat

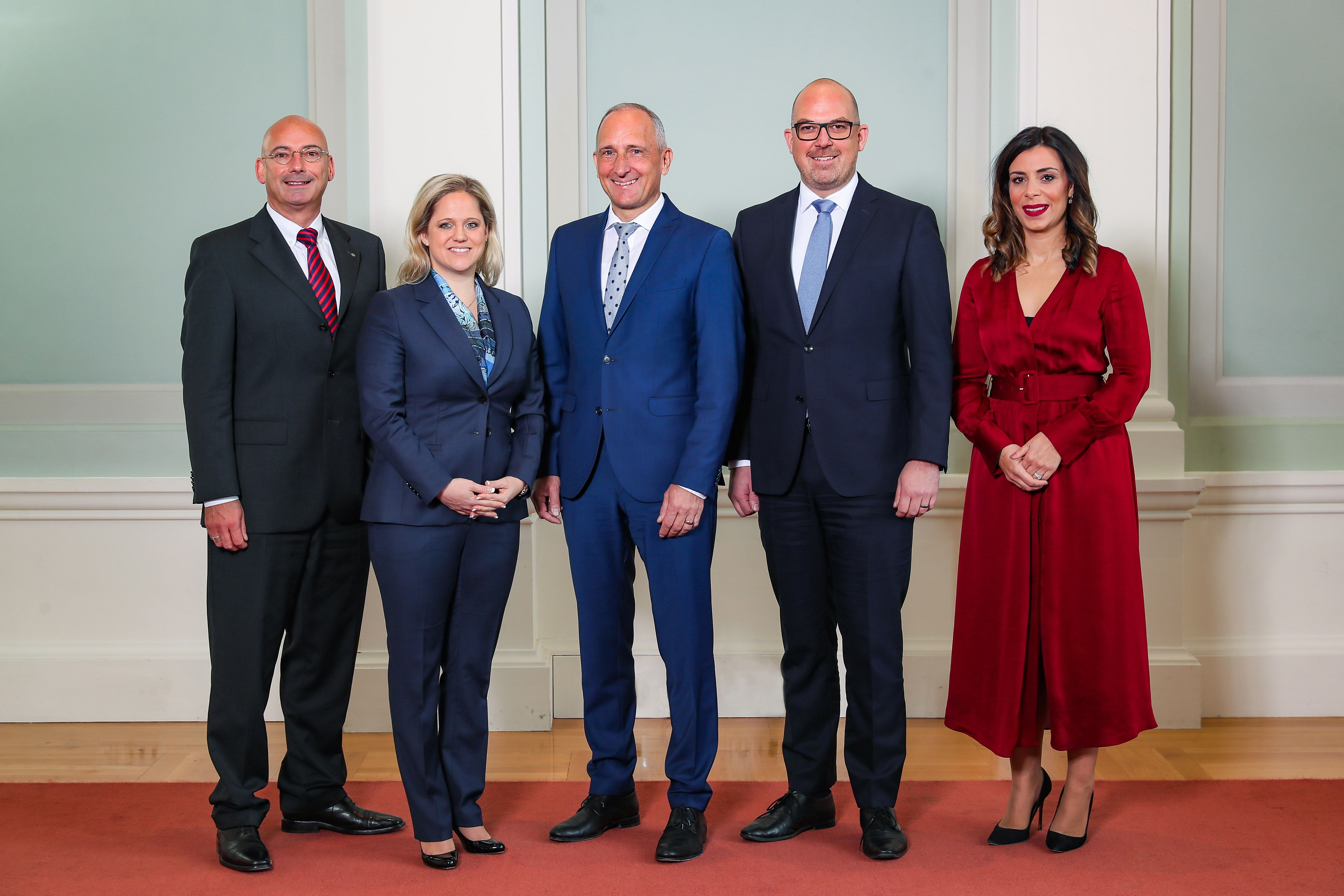
Conseiller d'État Mauro Pedrazzini, Conseillère d'État Katrin Eggenberger, Chef du gouvernement Adrian Hasler, Vice-Premier ministre Daniel Risch et Conseillère d'État Dominique Hasler.

Dirigé par le Chef du gouvernement sortant Adrian Hasler, ce gouvernement est constitué par le Parti progressiste des citoyens (FBP) et l'Union patriotique (VU). Ils disposent de 17 députés, soit 68 % des sièges du Landtag.
Ce gouvernement succède au gouvernement Adrian Hasler I.
Il est formé à la suite des élections législatives du 5 février 2017. 
Lors de ces élections, le Parti progressiste des citoyens (FBP) arrive en tête, malgré sa chute, avec 35,2 % des suffrages et 9 sièges. L'autre membre de la coalition sortante, la VU, obtient 8 sièges avec 33,7 % des voix. Les Indépendants (DU) qui avait obtenu 4 sièges en 2013 en obtient un 5e avec 18,4 % des voix. La Liste libre arrive 4e avec 12,6 % et 3 sièges. Le chef du gouvernement sortant, Adrian Hasler est reconduit dans ses fonctions. Il forme un gouvernement composé de 3 conseillers membres du FBP et 2 de la VU. Daniel Risch est nommé vice-premier ministre. Ce gouvernement est composé de 3 hommes et de 2 femmes.
Selon l'article 79 de la Constitution du Liechtenstein, les conseillers sont au nombre de 4 dont 1 vice-chef du gouvernement. Il doit y avoir au moins deux conseillers issus d'une des deux régions.

## Composition

### Ministres
| Portefeuille                                                                      | Titulaire | Titulaire | Titulaire                                                                                                  | Parti |
| --------------------------------------------------------------------------------- | --------- | --------- | --- | ----- |
| Chef du gouvernement Ministre de la Présidence et des Finances                    |           |           | Adrian Hasler                                                                                              | FBP   |
| Vice-chef du gouvernement Ministre des Infrastructures, de l’Économie et du Sport |           |           | Daniel Risch                                                                                               | VU    |
| Ministre de la Société                                                            |           |           | Mauro Pedrazzini                                                                                           | FBP   |
| Ministre des Affaires étrangères, de la Justice et de la Culture                  |           |           | Aurelia Frick (jusqu'au 02/07/2019) Mauro Pedrazzini (intérim) Katrin Eggenberger (à partir du 11/11/2019) | FBP   |
| Ministre de l’Intérieur, de l'Éducation et de l'Environnement                     |           |           | Dominique Hasler                                                                                           | VU    |

### Suppléance
| Fonction                          | Titulaire | Titulaire                   | Parti |
| --------------------------------- | --------- | --------------------------- | ----- |
| Suppléant d'Adrian Hasler         |           | Patrik Oehri                | FBP   |
| Suppléante de Daniel Risch        |           | Renate Feger                | VU    |
| Suppléante de Mauro Pedrazzini    |           | Carmen Zanghellini-Pfeiffer | FBP   |
| Suppléant d'Aurelia Frick         |           | Manuel Frick                | FBP   |
| Suppléant de Dominique Gantenbein |           | Dietmar Lampert             | VU    |

## Conseillers par région
| Nom                  | Région | Région    |
| -------------------- | ------ | --------- |
| Adrian Hasler        |        | Oberland  |
| Daniel Risch         |        | Oberland  |
| Mauro Pedrazzini     |        | Unterland |
| Aurelia Frick        |        | Oberland  |
| Dominique Gantenbein |        | Unterland |